# Ilija Vidošević
Ilija Vidošević, zvan i Vidošević-Ćavar (Bogodol, 28. siječnja 1802. – Široki Brijeg, 17. travnja 1867.) bio je hrvatski katolički svećenik iz reda franjevaca koji je služio kao kustos Franjevačke kustodije Hercegovine od 1856. do 1862. godine. Bio je jedan od glavnih inicijatora izgradnje franjevačkog samostana u Širokom Brijegu i osnivanja Apostolskog vikarijata Hercegovine, odvojenog od Bosanskog vikarijata.

## Životopis
Rođen je u Bogodolu blizu Mostara iako njegova obitelj potječe iz Gostuše blizu Širokog Brijega. Kršten je imenom Mijo. Položio je zavjete 5. svibnja 1819. godine. Nakon toga je poslan na školovanje u Varaždin, gdje je studirao filozofiju od 1821. do 1822., a zatim je nastavio školovanje u Iloku. Teologiju je započeo 1822. u Székesfehérváru, gdje je završio prve dvije godine te je  nastavio teološke studije je od 1824. u Szombathelyu, a od 1825. u Vukovaru, gdje je diplomirao 1826. godine.Franjevačka provincija Bosne poslala mu je odobrenje za svećeničko ređenje zajedno s oprostom zbog nedovoljne dobi.
Afera Barišić potresla je franjevačku provinciju u Bosni kada je apostolski vikar Bosne, biskup Rafael Barišić, nastojao proširiti jurisdikciju biskupa u odnosu na franjevace. Vidošević je stao na stranu biskupa, zajedno s ostalim takozvanim Mađarima (franjevcima školovanim u Mađarskoj), dok su Talijani (oni školovani u Italiji) stali na stranu Provincije.
Hercegovački franjevci, uglavnom iz samostana u Kreševu, koji su pastoralno skrbili za Hercegovinu, odlučili su 1840. godine osnovati vlastiti samostan u Hercegovini u Širokom Brijegu. Voditelji ove inicijative bili su Nikola Kordić, Anđeo Kraljević i Vidošević. U to vrijeme, apostolski vikar Bosne Rafael Barišić imao je nelagodan odnos s bosanskim franjevcima. Hercegovački franjevci uspostavili su kontakt s hercegovačkim vezirom Ali-pašom Rizvanbegovićem, koji je od osmanskog sultana dobio vlastiti ejalet za odanost tijekom Bosanskog ustanka. Franjevci su smatrali da će brže izgraditi svoj samostan ako apostolski vikar dođe u Hercegovinu.
Vidošević, koji je u to vrijeme bio župnik u Čerigaju, pisao je biskupu Barišiću o ideji osnivanja zasebnog hercegovačkog apostolskog vikarijata, ideju koju je podržao i Ali-paša. Godine 1843. biskup Barišić vratio se s putovanja u Albaniju i odsjeo u Čerigaju, gdje mu je Vidošević pomogao uspostaviti kontakt s Ali-pašom. Godine 1844. crkvene vlasti dopustile su franjevcima izgradnju samostana u Širokom Brijegu, pa su hercegovački franjevci napustili svoje bivše samostane kako bi izgradili novi. Sultan Abdul Mejid dao je dozvolu za izgradnju 22. listopada 1845. godine. S inicijativom za osnivanje posebnog hercegovačkog vikarijata usko je povezano i osnivanje posebne franjevačke kustodije Hercegovine. Tijekom gradnje, franjevci su živjeli u Čerigaju, u župnoj rezidenciji, a samo je graditelj Anđeo Kraljević živio u blizini gradilišta.
Kraljević je na kraju postao prvi kustos Franjevačke kustodije Hercegovine, a njegov mandat završio je 1. travnja 1856., kada ga je naslijedio Vidošević, kojemu je služio kao tajnik tijekom cijelog njegova mandata.[nedostaje izvor] Kada je u rujnu 1856. Vidošević morao obaviti svoje prve službene posjete, ovlastio je Kraljevića da posjeti neka mjesta koja nije mogao posjetiti zbog bolesti.
U svibnju 1859. Vidošević je izabran na drugi mandat za kustosa, a nakon što je jedan od njegovih definitora Paškal Kvesić umro u ožujku 1860., Kraljević je izabran za njegovog nasljednika na mjestu definitora 19. svibnja 1860. godine. Vidoševićev mandat prestao je 23. travnja 1862., a naslijedio ga je Kraljević. Umro je u Širokom Brijegu, a pokopan je u Mekovcu.

### Knjige
- Barišić, Rudolf. 2014. Školovanje klerika Bosne Srebrene na učilištima u Habsburškoj Monarhiji 1785. - 1843. Hrvatski studij, Sveučilište u Zagrebu. Zagreb.
- Jolić, Robert. 2012. Šematizam Hercegovačke franjevačke provincije 2012. godine. Hercegovačka franjevačka provincija Uznesenja BDM. Mostar. ISBN 9789958876080
- Pandžić, Bazilije. 2001. Hercegovački franjevci – sedam stoljeća s narodom. ZIRAL. Mostar-Zagreb.

### Časopisi
- Nikić, Andrija. 1979. Osnivanje Apostolskog vikarijata u Hercegovini. Croatica Christiana Periodica. 3 (3): 21–50

### Mrežna sjedišta
- O. fra Ilija Vidošević Ćavar. franjevci.info. Hercegovačka franjevačka provincija Uznesenja BDM. Pristupljeno 15. siječnja 2001.